# Coulounieix-Chamiers
Coulounieix-Chamiers (/kulunjɛ ʃamje/) est une commune française située dans le département de la Dordogne, en région Nouvelle-Aquitaine.

## Géographie

### Généralités
Incluse dans l'unité urbaine de Périgueux et son aire d'attraction, la commune de Coulounieix-Chamiers constitue au sud-ouest de Périgueux, sa banlieue immédiate. Située en Périgord central, la commune est implantée sur la rive gauche de l'Isle qui la sépare de Périgueux au nord.
Traversée au nord par la route départementale (RD) 6089 (l'ancienne nationale 89), limitée à l'est par la RD 6021 (l'ancienne route nationale 21) et au sud par l'autoroute A89 qui se croisent à l'échangeur de Périgueux-Centre, Coulounieix-Chamiers est l'un des plus importants nœuds routiers de la Dordogne. Les RD 4 et 113 desservent également le territoire communal.
La commune dispose de 1 800 hectares d'espaces naturels, de 86 km de voirie et de 25 km de sentiers de randonnée, dont le sentier de grande randonnée 654 sur plus de cinq kilomètres entre Périgueux et Sanilhac.

### Communes limitrophes
Coulounieix-Chamiers est limitrophe de cinq autres communes, dont Razac-sur-l'Isle à l'ouest, par un quadripoint, au niveau de la Borne Panlaire. Au nord, son territoire est distant de moins de 200 mètres de celui de Chancelade.
|                                     |                      | Périgueux |
| Marsac-sur-l'Isle, Razac-sur-l'Isle | Coulounieix-Chamiers |           |
| Coursac                             |                      | Sanilhac  |

### Géologie et relief

#### Géologie
Situé sur la plaque nord du Bassin aquitain et bordé à son extrémité nord-est par une frange du Massif central, le département de la Dordogne présente une grande diversité géologique. Les terrains sont disposés en profondeur en strates régulières, témoins d'une sédimentation sur cette ancienne plate-forme marine. Le département peut ainsi être découpé sur le plan géologique en quatre gradins différenciés selon leur âge géologique. Coulounieix-Chamiers est située dans le troisième gradin à partir du nord-est, un plateau formé de calcaires hétérogènes du Crétacé.
Les couches affleurantes sur le territoire communal sont constituées de formations superficielles du Quaternaire et de roches sédimentaires datant pour certaines du Cénozoïque, et pour d'autres du Mésozoïque. La formation la plus ancienne, notée c3(2), date du Coniacien indifférencié, composée de calcaires gréseux, sables et marnes à la base puis calcaires bioclastiques et calcaires crayeux et glauconieux ou calcaires à huîtres au sommet. La formation la plus récente, notée Xr, est constituée de dépôts anthropiques (Gallo-romain à actuel). Le descriptif de ces couches est détaillé dans les feuilles « no 758 - Périgueux (ouest) » et « no 759 - Périgueux (est) » de la carte géologique au 1/50 000 de la France métropolitaine, et leurs notices associées,.

Carte géologique de Coulounieix-Chamiers.

#### Relief et paysages
Le département de la Dordogne se présente comme un vaste plateau incliné du nord-est (491 m, à la forêt de Vieillecour dans le Nontronnais, à Saint-Pierre-de-Frugie) au sud-ouest (2 m à Lamothe-Montravel). L'altitude du territoire communal varie quant à elle entre 78 m au nord, là où l'Isle quitte la commune pour entrer sur celle de Marsac-sur-l'Isle, et 222 m au niveau du château d'eau implanté au sud du bourg de Coulounieix.
Dans le cadre de la Convention européenne du paysage entrée en vigueur en France le 1er juillet 2006, renforcée en 2016 par la loi pour la reconquête de la biodiversité, de la nature et des paysages, un atlas des paysages de la Dordogne a été élaboré sous maîtrise d’ouvrage de l’État et publié en octobre 2020. Les paysages du département s'organisent en huit unités paysagères et 14 sous-unités. La commune fait partie du Périgord central, un paysage vallonné, aux horizons limités par de nombreux bois, plus ou moins denses, parsemés de prairies et de petits champs.
La superficie cadastrale de la commune publiée par l'Insee, qui sert de référence dans toutes les statistiques, est de 21,70 km2,,. La superficie géographique, issue de la BD Topo, composante du Référentiel à grande échelle produit par l'IGN, est quant à elle de 21,49 km2.

### Hydrographie

#### Réseau hydrographique
La commune est située dans le bassin versant de la Dordogne au sein du bassin Adour-Garonne. Elle est drainée par l'Isle, le Cerf et par un petit cours d'eau, qui constituent un réseau hydrographique de 13 km de longueur totale,.
L'Isle, d'une longueur totale de 255,29 km, prend sa source dans la Haute-Vienne dans la commune de Janailhac et se jette dans la Dordogne — dont elle est le principal affluent — en rive droite face à Arveyres, en limite de Fronsac et de Libourne,. Elle borde la commune au nord sur six kilomètres face à Périgueux.
Le Cerf, d'une longueur totale de 15,37 km, prend sa source dans la commune de Boulazac Isle Manoire (territoire de l'ancienne commune d'Atur) et se jette dans l'Isle en rive gauche à Razac-sur-l'Isle. Il sert de limite sud à la commune sur quatre kilomètres, face à Sanilhac et Coursac.

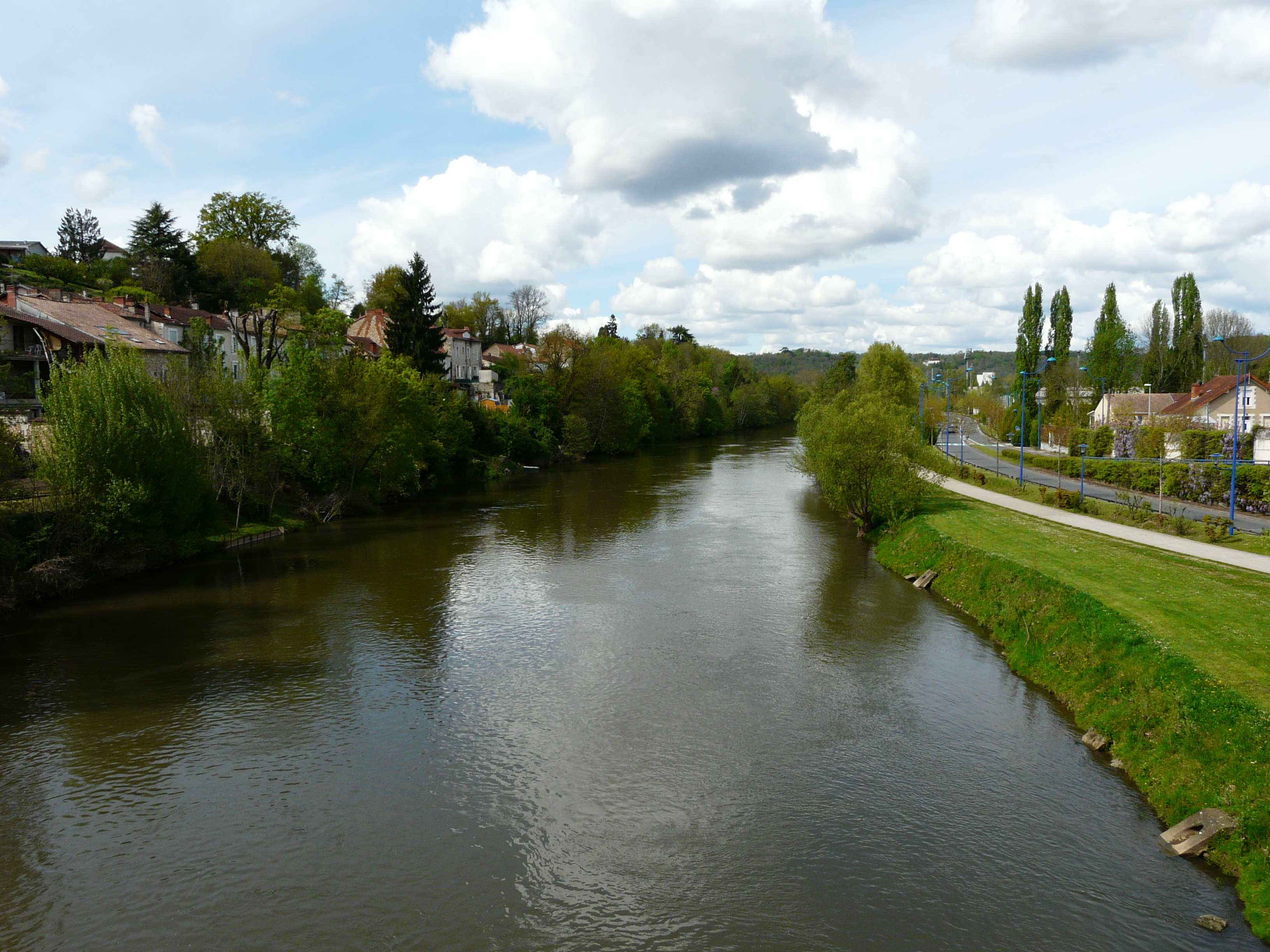
L'Isle sert de limite entre Coulounieix-Chamiers (à gauche) et Périgueux.
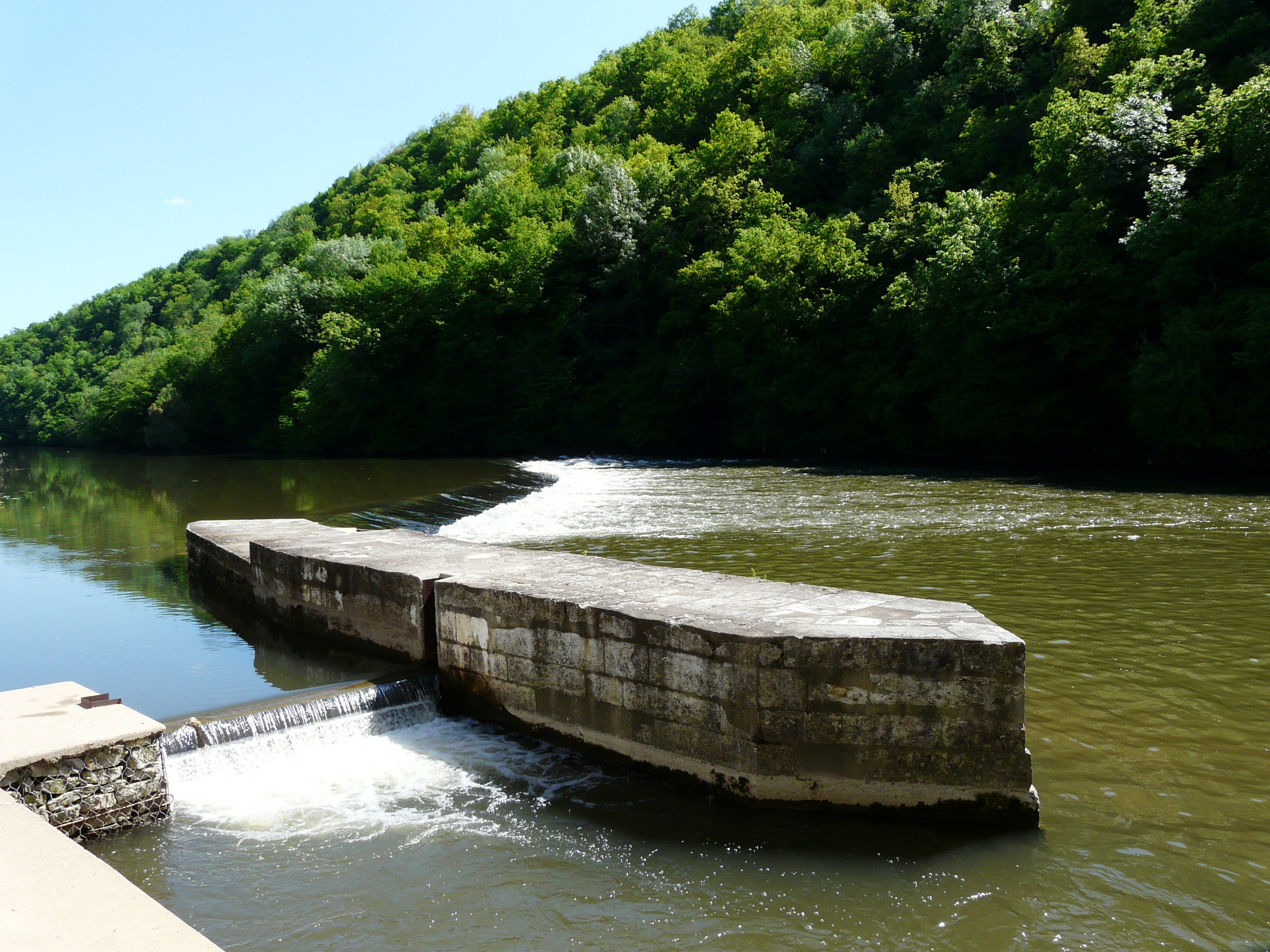
L'Isle au barrage de Campniac entre Coulounieix-Chamiers (au fond) et Périgueux.
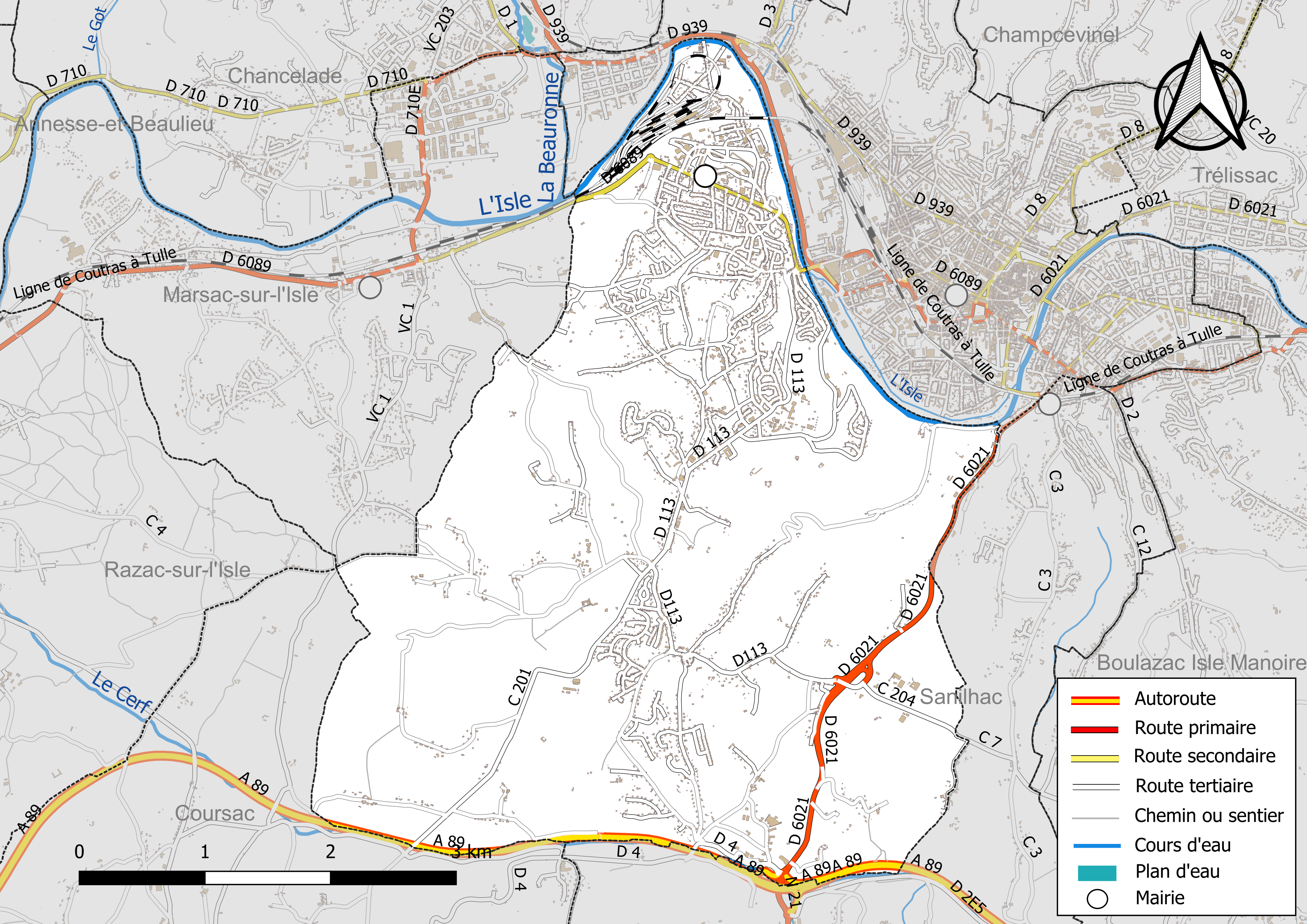
Réseaux hydrographique et routier de Coulounieix-Chamiers.

#### Gestion et qualité des eaux
Le territoire communal est couvert par le schéma d'aménagement et de gestion des eaux (SAGE) « Isle - Dronne ». Ce document de planification, dont le territoire regroupe les bassins versants de l'Isle et de la Dronne, d'une superficie de 7 500 km2, a été approuvé le 2 août 2021. La structure porteuse de l'élaboration et de la mise en œuvre est l'établissement public territorial de bassin de la Dordogne (EPIDOR). Il définit sur son territoire les objectifs généraux d’utilisation, de mise en valeur et de protection quantitative et qualitative des ressources en eau superficielle et souterraine, en respect des objectifs de qualité définis dans le troisième SDAGE du Bassin Adour-Garonne qui couvre la période 2022-2027, approuvé le 10 mars 2022.
La qualité des eaux de baignade et des cours d’eau peut être consultée sur un site dédié géré par les agences de l’eau et l’Agence française pour la biodiversité.

### Climat
Pour des articles plus généraux, voir Climat de la Nouvelle-Aquitaine et Climat de la Dordogne.
En 2010, le climat de la commune est de type climat océanique altéré, selon une étude s'appuyant sur une série de données couvrant la période 1971-2000. En 2020, Météo-France publie une typologie des climats de la France métropolitaine dans laquelle la commune est toujours exposée à un climat océanique altéré et est dans la région climatique Aquitaine, Gascogne, caractérisée par une pluviométrie abondante au printemps, modérée en automne, un faible ensoleillement au printemps, un été chaud (19,5 °C), des vents faibles, des brouillards fréquents en automne et en hiver et des orages fréquents en été (15 à 20 jours).
Pour la période 1971-2000, la température annuelle moyenne est de 12,5 °C, avec  une amplitude thermique annuelle de 15,2 °C. Le cumul annuel moyen de précipitations est de 908 mm, avec 12,3 jours de précipitations en janvier et 6,9 jours en juillet. Pour la période 1991-2020, la température moyenne annuelle observée sur la station météorologique installée sur la commune est de 13,1 °C et le cumul annuel moyen de précipitations est de 912,2 mm. Pour l'avenir, les paramètres climatiques de la commune estimés pour 2050 selon différents scénarios d’émission de gaz à effet de serre sont consultables sur un site dédié publié par Météo-France en novembre 2022.
| Mois                                  | jan.          | fév.           | mars          | avril         | mai           | juin          | jui.          | août          | sep.          | oct.          | nov.          | déc.          | année      |
| ------------------------------------- | ------------- | -------------- | ------------- | ------------- | ------------- | ------------- | ------------- | ------------- | ------------- | ------------- | ------------- | ------------- | ---------- |
| Température minimale moyenne (°C)     | 2,7           | 2,3            | 4,8           | 7,5           | 10,3          | 13,6          | 15,3          | 14,7          | 12,3          | 9,8           | 5,9           | 3,1           | 8,5        |
| Température moyenne (°C)              | 5,5           | 6,1            | 9,3           | 12,6          | 15,4          | 19            | 21,1          | 20,5          | 18            | 14,4          | 9,3           | 6,1           | 13,1       |
| Température maximale moyenne (°C)     | 8,4           | 9,9            | 13,8          | 17,8          | 20,5          | 24,4          | 26,9          | 26,4          | 23,6          | 18,9          | 12,6          | 9,2           | 17,7       |
| Record de froid (°C) date du record   | −8,6 11.01.10 | −13,8 09.02.12 | −10 01.03.05  | −2,5 03.04.22 | 0,4 05.05.19  | 5,4 01.06.06  | 8,6 07.07.24  | 7,9 31.08.10  | 4,2 26.09.10  | −0,8 29.10.12 | −5,4 18.11.07 | −8,6 19.12.09 | −13,8 2012 |
| Record de chaleur (°C) date du record | 18,6 01.01.22 | 24,9 27.02.19  | 25,7 20.03.05 | 29,8 30.04.05 | 32,8 30.05.25 | 38,1 30.06.15 | 39,1 23.07.19 | 39,2 07.08.20 | 35,5 03.09.05 | 32 01.10.23   | 23,9 07.11.15 | 17,7 08.12.10 | 39,2 2020  |
| Précipitations (mm)                   | 89,3          | 73,4           | 81,8          | 82,8          | 81,3          | 83,4          | 56,3          | 59,2          | 55            | 72,9          | 83            | 93,8          | 912,2      |

## Urbanisme

### Typologie
Au 1er janvier 2024, Coulounieix-Chamiers est catégorisée ceinture urbaine, selon la nouvelle grille communale de densité à 7 niveaux définie par l'Insee en 2022.
Elle appartient à l'unité urbaine de Périgueux, une agglomération intra-départementale dont elle est une commune de la banlieue,. Par ailleurs la commune fait partie de l'aire d'attraction de Périgueux, dont elle est une commune de la couronne,. Cette aire, qui regroupe 49 communes, est catégorisée dans les aires de 50 000 à moins de 200 000 habitants,.

### Occupation des sols
L'occupation des sols de la commune, telle qu'elle ressort de la base de données européenne d’occupation biophysique des sols Corine Land Cover (CLC), est marquée par l'importance des territoires agricoles (41,1 % en 2018), en diminution par rapport à 1990 (45,5 %). La répartition détaillée en 2018 est la suivante :
forêts (31 %), zones urbanisées (23,1 %), terres arables (18,3 %), zones agricoles hétérogènes (17 %), prairies (5,8 %), zones industrielles ou commerciales et réseaux de communication (4,8 %). L'évolution de l’occupation des sols de la commune et de ses infrastructures peut être observée sur les différentes représentations cartographiques du territoire : la carte de Cassini (XVIIIe siècle), la carte d'état-major (1820-1866) et les cartes ou photos aériennes de l'IGN pour la période actuelle (1950 à aujourd'hui).

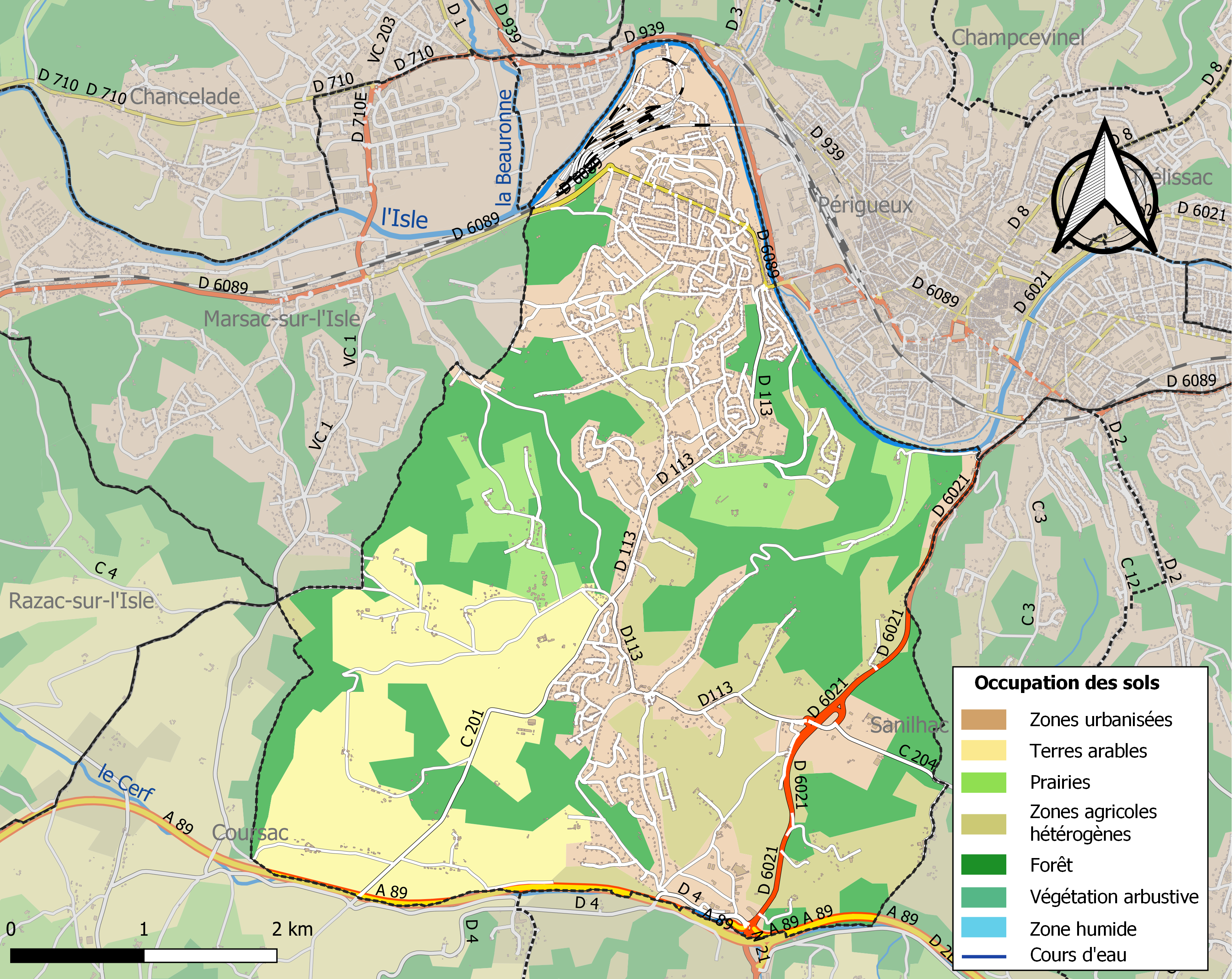
Carte des infrastructures et de l'occupation des sols de la commune en 2018 (CLC).

### Logement social
En 2012, la commune dispose de 24,35 % de logements sociaux, taux supérieur à l'obligation minimale de 20 % pour les communes de plus de 3 500 habitants dans l'agglomération périgourdine.
Fin 2021 débute le chantier qui, à terme, doit rénover la cité HLM Jacqueline-Auriol de Chamiers bâtie dans les années 1950 ; cela doit se traduire par la réhabilitation de 312 logements sociaux, la démolition de 201 autres, la reconstruction de 49 autres et l'édification de 160 logements privés, d'une maison de quartier, d'un centre social, d'un pole artisanal et du centre médico-social de la Dordogne.

### Site de l'ancien camp américain
Sur le site de l'ancien américain de l'OTAN en bordure de l'Isle va être édifié le « Sîlot », un pôle des cultures urbaines et de l'économie sociale et solidaire. À l'été 2022, le site est l'objet de festivités (concerts, sports et activités pour les jeunes). Les travaux commencés en septembre 2024 pour une ouverture à l'automne 2025. Composé de sept halles qui abriteront « une salle de concert […], un espace pour des expositions, des bureaux […], un pôle numérique […] et un bar-restaurant ». Dans le parc attenant se situeront une micro-ferme et un skatepark, en partie couvert.

### Prévention des risques
Le territoire de la commune de Coulounieix-Chamiers est vulnérable à différents aléas naturels : météorologiques (tempête, orage, neige, grand froid, canicule ou sécheresse), inondations, feux de forêts, mouvements de terrains et séisme (sismicité très faible). Il est également exposé à un risque technologique, le transport de matières dangereuses. Un site publié par le BRGM permet d'évaluer simplement et rapidement les risques d'un bien localisé soit par son adresse soit par le numéro de sa parcelle.

#### Risques naturels
La commune fait partie du territoire à risques importants d'inondation (TRI) de Périgueux, regroupant 12 communes concernées par un risque de débordement de l'Isle, un des 18 TRI qui ont été arrêtés fin 2012 sur le bassin Adour-Garonne. Les événements antérieurs à 2014 les plus significatifs sont les crues de 1783 (5,21 m à l'échelle de crue, la crue la plus importante connue), de 1843 (4,83 m) et de 1944 (4,5 m, 630 m3/s, la crue centennale de référence). Des cartes des surfaces inondables ont été établies pour trois scénarios : fréquent (crue de temps de retour de 10 ans à 30 ans), moyen (temps de retour de 100 ans à 300 ans) et extrême (temps de retour de l'ordre de 1 000 ans, qui met en défaut tout système de protection). La commune a été reconnue en état de catastrophe naturelle au titre des dommages causés par les inondations et coulées de boue survenues en 1982, 1986, 1992, 1993 et 1999,. Le risque inondation est pris en compte dans l'aménagement du territoire de la commune par le biais du plan de prévention des risques inondation (PPRI) de l'« agglomération de Périgueux » prescrit le 11 mars 2015 et approuvé le 6 février 2018, pour les crues de l'Isle. La crue de 1944, plus haute crue historique bien connue sur l'Isle, avec un débit estimé de 630 m3/s à Périgueux, présente une période de retour centennale et sert de crue de référence au PPRI.
Coulounieix-Chamiers est exposée au risque de feu de forêt. L’arrêté préfectoral du 14 mars 2013 fixe les conditions de pratique des incinérations et de brûlage dans un objectif de réduire le risque de départs d’incendie. À ce titre, des périodes sont déterminées : interdiction totale du 15 février au 15 mai et du 15 juin au 15 octobre, utilisation réglementée du 16 mai au 14 juin et du 16 octobre au 14 février. En septembre 2020, un plan inter-départemental de protection des forêts contre les incendies (PidPFCI) a été adopté pour la période 2019-2029,.

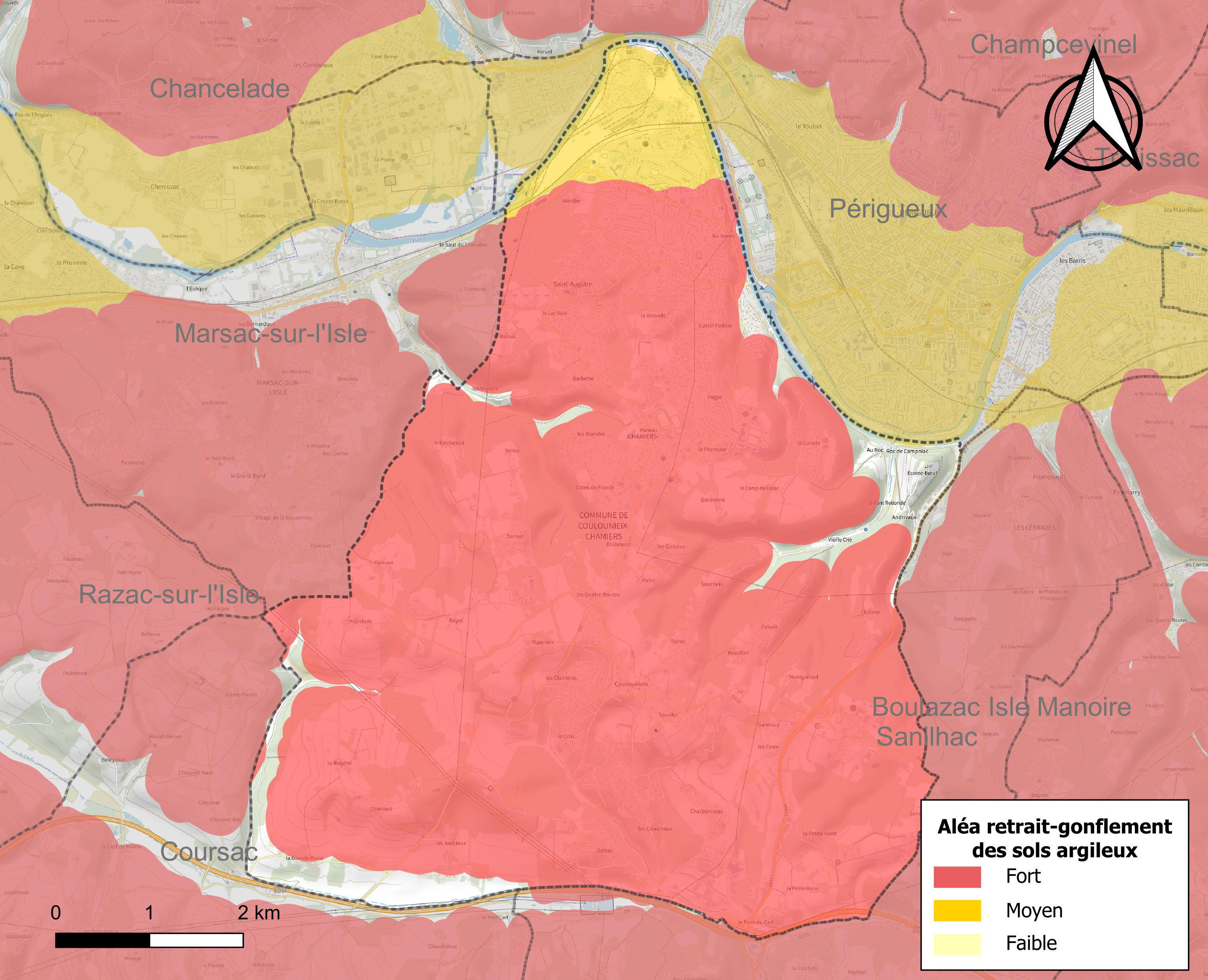
Carte des zones d'aléa retrait-gonflement des sols argileux de Coulounieix-Chamiers.

Les mouvements de terrains susceptibles de se produire sur la commune sont des tassements différentiels. Le retrait-gonflement des sols argileux est susceptible d'engendrer des dommages importants aux bâtiments en cas d’alternance de périodes de sécheresse et de pluie. 93,2 % de la superficie communale est en aléa moyen ou fort (58,6 % au niveau départemental et 48,5 % au niveau national métropolitain). Depuis le 1er octobre 2020, en application de la loi ÉLAN, différentes contraintes s'imposent aux vendeurs, maîtres d'ouvrages ou constructeurs de biens situés dans une zone classée en aléa moyen ou fort,.
La commune a été reconnue en état de catastrophe naturelle au titre des dommages causés par la sécheresse en 1989, 1992, 1995, 2005, 2009, 2011 et 2017 et par des mouvements de terrain en 1999, 2005, 2014, 2018 et 2020.

## Toponymie

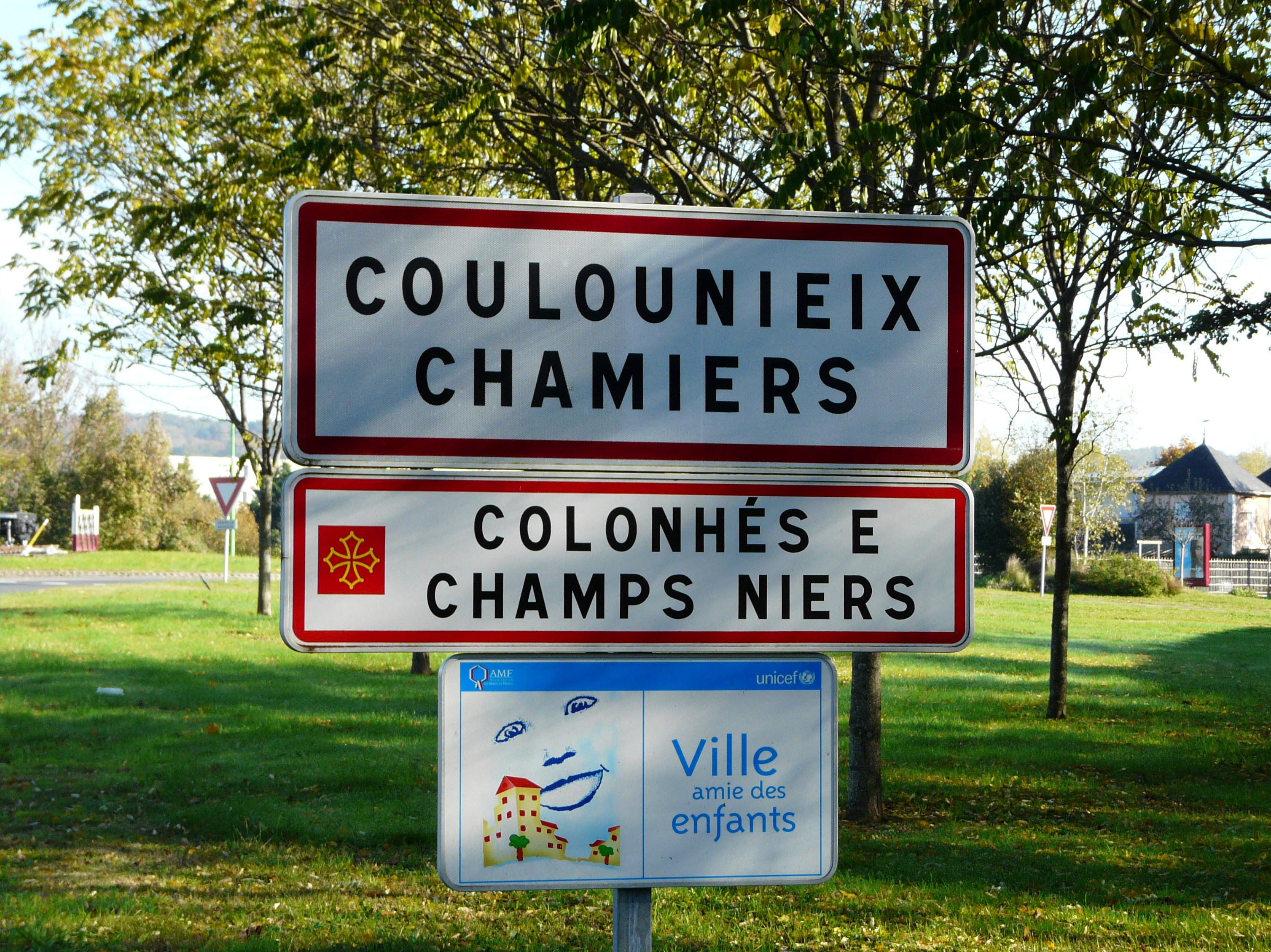
Panneau d'entrée de ville en français et en occitan.

En occitan, la commune porte le nom Colonhés e Champs Niers.

## Histoire
Vers 200 av. J.-C., les Pétrocores « habitaient la région située entre la Dordogne et la Vézère », selon Venceslas Kruta. Ils s'installent pendant cette période sur les hauteurs en rive gauche de l'Isle et créent, sur l'actuel territoire de Coulounieix-Chamiers, un oppidum, situé sur le plateau de la Boissière, également connu sous le nom de « camp de César à la Curade ». Cet oppidum, peut-être capitale laténienne des Pétrocores, est abandonné quelques décennies après la Conquête césarienne, et la Vesunna gallo-romaine, capitale de cité romaine et future Périgueux, s'établit sur la rive opposée entre 25 et 16 av. J.-C..
La pierre Panlaire est une borne qui se dresse en bordure de route au croisement des routes conduisant de Coulounieix à Razac et de Coursac à Marsac, près des lieux-dits les Farges et Perlijoux. À l'origine, au XVe siècle, elle marquait la limite des quatre paroisses devenues des communes à la Révolution, à la fin du XVIIIe siècle. Déplacée d'une dizaine de mètres, elle se situe désormais sur le territoire de la commune de Coulounieix-Chamiers].
En 1824, les communes de La Cité et Coulounieix fusionnent. En 1958, Coulounieix prend le nom de Coulounieix-Chamiers
Dans les années 1950-1960, l'OTAN installe une base avec 800 soldats au nord de la commune, dans la boucle de l'Isle, à l'emplacement d'une ancienne villa gallo-romaine.

## Politique et administration

### Rattachements administratifs
La commune de Coulounieix a été rattachée, dès 1790, au canton de Périgueux qui dépendait du district de Perigueux. Les districts sont supprimés en 1795. Le canton est rattaché à l'arrondissement de Périgueux en 1800.
La commune prend son nom actuel en 1958. Le canton de Périgueux est scindé en trois en 1973 et Coulounieix-Chamiers fait partie du nouveau canton de Périgueux-Ouest.
Dans le cadre de la réforme de 2014 définie par le décret du 21 février 2014, ce canton disparaît aux élections départementales de mars 2015. La commune est alors rattachée au canton de Coulounieix-Chamiers, avec bureau centralisateur fixé à Coulounieix-Chamiers.

### Intercommunalité
Le 1er janvier 2000, elle intègre dès sa création la communauté d'agglomération périgourdine. Celle-ci disparaît le 31 décembre 2013, remplacée au 1er janvier 2014 par une nouvelle intercommunalité élargie : Le Grand Périgueux.

### Administration municipale
La population de la commune étant comprise entre 5 000 et 9 999 habitants au recensement de 2017, vingt-neuf conseillers municipaux ont été élus en 2020,.

### Liste des maires
| Période                                  | Période        | Identité                        | Étiquette | Qualité |
| ---------------------------------------- | -------------- | ------------------------------- | --------- | --- |
| Les données manquantes sont à compléter. |                |                                 |           | |
| 1790                                     | septembre 1796 | Vincent Faure de Gardonne       |           | |
| septembre 1796                           | 1816           | Gérôme Gadaud                   |           | |
| 1816                                     | juin 1819      | Jean-François Gadaud            |           | |
| juin 1819                                | août 1837      | Jean Lavaud de Lalaurencie      |           | |
| août 1837                                | septembre 1860 | Guillaume Lavaud de Lalaurencie |           | |
| septembre 1860                           | octobre 1865   | Alphonse Jay de Beaufort        |           | |
| octobre 1865                             | février 1869   | M. de Chasseloup-Laubat         |           | |
| février 1869                             | janvier 1878   | Léonard Martineau               |           | |
| janvier 1878                             | mai 1892       | Guillaume Baylet                |           | |
| mai 1892                                 | mai 1893       | Antoine Reynal                  |           | |
| mai 1893                                 | septembre 1902 | Gaston de Roffignac (1847-1910) |           | Comte |
| septembre 1902                           | mai 1904       | Marc Lamy-Lapeyrière            |           | |
| mai 1904                                 | septembre 1909 | Charles Flotta                  |           | |
| septembre 1909                           | décembre 1919  | Albert Dubost                   |           | |
| décembre 1919                            | décembre 1932  | Roger Rousseau                  |           | |
| décembre 1932                            | octobre 1944   | Léo Laroche                     |           | |
| octobre 1944                             | août 1962      | Léopold Marois                  |           | |
| août 1962                                | mars 1965      | Marcel Dalesme (1895-1981)      |           | Cultivateur, ancien adjoint au maire Juste parmi les Nations |
| mars 1965                                | avril 1970     | Édouard Therme                  | DVD       | Décédé en fonction |
| avril 1970                               | mars 1971      | Gabriel Dardailler              |           | |
| mars 1971                                | juin 1987      | Jean Sigalas, (1922-2011)       | PCF       | Agent de maitrise SNCF Démissionnaire |
| juin 1987                                | mars 1989      | Camille Daboir                  | PCF       | |
| mars 1989                                | mars 2008      | Michel Dasseux                  | PS        | Retraité des PTT Adjoint au maire (1983 → 1989) Député de la Dordogne (1re circ.) (1997 → 2007) Conseiller général de Périgueux-Ouest (1985 → 2001) Vice-président du conseil général de la Dordogne (1992 → 1998) Vice-président de la CA périgourdine |
| mars 2008                                | juillet 2020   | Jean-Pierre Roussarie           | DVG       | Professeur des écoles retraité Premier adjoint au maire (1989 → 2003) Vice-président de la CA périgourdine |
| juillet 2020                             | En cours       | Thierry Cipierre                | UDI-LC    | Pharmacien Adjoint au maire de Périgueux (2014 → 2020) Conseiller départemental de Périgueux-2 (2015 → 2021) Conseiller départemental de Coulounieix-Chamiers (2021 → ) 10e vice-président du Grand Périgueux (2020 → )                                 |

### Politique de développement durable
La commune a engagé une politique de développement durable en lançant une démarche d'Agenda 21 en 2010.

### Jumelages
- Venta de Baños (Espagne)
- Portlaoise (Irlande)

## Équipements et services publics

### Justice
Dans le domaine judiciaire, Coulounieix-Chamiers relève :
- du tribunal judiciaire, du tribunal pour enfants, du conseil de prud'hommes et du tribunal de commerce de Périgueux ;
- du pôle Nationalité du tribunal judiciaire de Périgueux (compétent uniquement dans le domaine de la nationalité) ;
- de la cour d'appel, du tribunal administratif et de la cour administrative d'appel de Bordeaux.

## Population et société

### Démographie
Les habitants de Coulounieix-Chamiers sont appelés les Colomniérois.

#### Démographie de La Cité
Jusqu'en 1824, les communes de La Cité et de Coulounieix étaient indépendantes.
| 1793 | 1800 | 1806 | 1821 |
| ---- | ---- | ---- | ---- |
| -    | 462  | 583  | 644  |

#### Démographie de Coulounieix, puis de Coulounieix-Chamiers
L'évolution du nombre d'habitants est connue à travers les recensements de la population effectués dans la commune depuis 1800. Pour les communes de moins de 10 000 habitants, une enquête de recensement portant sur toute la population est réalisée tous les cinq ans, les populations de référence des années intermédiaires étant quant à elles estimées par interpolation ou extrapolation. Pour la commune, le premier recensement exhaustif entrant dans le cadre du nouveau dispositif a été réalisé en 2008.

En 2022, la commune comptait 7 537 habitants, en évolution de −5,17 % par rapport à 2016 (Dordogne : +0,37 %, France hors Mayotte : +2,11 %).
| 1800 | 1806 | 1821 | 1831 | 1836 | 1841  | 1846 | 1851  | 1856  |
| ---- | ---- | ---- | ---- | ---- | ----- | ---- | ----- | ----- |
| 298  | 312  | 328  | 980  | 980  | 1 011 | 960  | 1 044 | 1 045 |

| 1861  | 1866  | 1872  | 1876  | 1881  | 1886  | 1891  | 1896  | 1901  |
| ----- | ----- | ----- | ----- | ----- | ----- | ----- | ----- | ----- |
| 1 073 | 1 186 | 1 188 | 1 237 | 1 299 | 1 333 | 1 415 | 1 403 | 1 436 |

| 1906  | 1911  | 1921  | 1926  | 1931  | 1936  | 1946  | 1954  | 1962  |
| ----- | ----- | ----- | ----- | ----- | ----- | ----- | ----- | ----- |
| 1 332 | 1 418 | 1 461 | 1 610 | 1 677 | 1 719 | 2 016 | 2 709 | 5 816 |

| 1968  | 1975  | 1982  | 1990  | 1999  | 2006  | 2008  | 2013  | 2018  |
| ----- | ----- | ----- | ----- | ----- | ----- | ----- | ----- | ----- |
| 7 421 | 8 169 | 8 250 | 8 403 | 8 102 | 8 364 | 8 356 | 8 108 | 7 458 |

| 2022  | - | - | - | - | - | - | - | - |
| ----- | - | - | - | - | - | - | - | - |
| 7 537 | - | - | - | - | - | - | - | - |

### Sports
Précédemment propriété de La Poste et géré par l'ASPTT, le gymnase a été racheté par la commune en 2020 ; après rénovation, son inauguration s'est tenue en novembre 2024 ; il a été baptisé par Céline Dumerc, ancienne internationale de basket-ball.

### Manifestations culturelles et festivités
- Début mai, sur un week-end, fête du bourg de Coulounieix[75].
- En mai, salon-exposition-vente de minéraux, fossiles et pierres fines (13e édition en 2025[76]).
- Au mois de novembre, salon « La Folie chocolat » (13e édition en 2023[77]).
- En 2008, la Félibrée s'est tenue sur plusieurs communes de l'agglomération périgourdine, dont Coulounieix-Chamiers.

## Économie

### Emploi
L'emploi est analysé ci-dessous selon qu'il affecte les habitants de Coulounieix-Chamiers ou qu'il est proposé sur le territoire de la commune.

#### L'emploi des habitants
En 2018, parmi la population communale comprise entre 15 et 64 ans, les actifs représentent 2 975 personnes, soit 35,6 % de la population municipale. Le nombre de chômeurs (507) a fortement diminué par rapport à 2013 (584) et le taux de chômage de cette population active s'établit à 17,0 %.

#### L'emploi sur la commune
Fin 2018, la commune offre 2 630 emplois pour une population de 8 356 habitants. Le secteur tertiaire prédomine avec 43,7 % des emplois mais le secteur administratif (administration publique, enseignement, santé, action sociale) est également très présent avec 36,7 %.
Répartition des emplois par domaines d'activité
|                     | Agriculture, sylviculture ou pêche | Industrie | Construction | Commerce, transports et services | Administration publique, enseignement, santé, action sociale |
| ------------------- | ---------------------------------- | --------- | ------------ | -------------------------------- | ------------------------------------------------------------ |
| Nombre d'emplois    | 15                                 | 227       | 272          | 1 149                            | 966                                                          |
| Pourcentage         | 0,6 %                              | 8,6 %     | 10,3 %       | 43,7 %                           | 36,7 %                                                       |
| Source des données. |                                    |           |              |                                  |                                                              |

### Établissements
Fin 2018, la commune compte 233 établissements actifs employeurs, dont 152 au niveau des commerces, transports ou services, 35 relatifs au secteur administratif, à l'enseignement, à la santé ou à l'action sociale, 30 dans la construction, 14 dans l'industrie, et 2 dans l'agriculture, la sylviculture ou la pêche.

### Entreprises
Parmi les entreprises dont le siège social est en Dordogne, trois sociétés implantées à Coulounieix-Chamiers se classent parmi les cinquante premières de leur secteur d'activité quant au chiffre d'affaires hors taxes en 2015-2016 :
- dans le commerce, SA Coopérative artisanale (commerce de gros interentreprises de parfumerie et de produits de beauté) se classe 35e avec 18 936 k€[82] ;
- dans l'industrie, Dordogne enrobés (fabrication de produits minéraux non métalliques) se classe 35e avec 7 295 k€[83] ;
- dans le BTP, Avry le Corvaisier (travaux de maçonnerie générale et gros œuvre de bâtiment) se classe 12e avec 5 950 k€[84] ;
- dans les services, Hoche & associés (activités comptables) se classe 30e avec 3 989 k€[85] ;
- dans l'agroalimentaire, CUMA agro Aquitaine (activités de soutien aux cultures) se classe 43e avec 1 469 k€[86].
- En 2025, le Syndicat départemental des déchets de la Dordogne (SMD3) dispose de deux sites de tri des déchets pour le département, un à Coulounieix-Chamiers et l'autre à Marcillac-Saint-Quentin ; à côté du premier site se construit depuis l'automne 2024 un site plus important, plus moderne et plus rapide, qui devrait remplacer en 2026 les deux anciennes usines[87].

## Culture locale et patrimoine

### Lieux et monuments

#### Patrimoine civil
- Grotte sépulcrale de Campniac, présence des hommes du Néolithique.
- Site de la Curade, cité pétrocore du Ier siècle av. J.-C.
- Château de la Rolphie, XVIe siècle, inscrit au titre des monuments historiques depuis 1947. Propriété privée[88],[89].
- Château des Izards, parc arboré et château qui sert de centre culturel et aux expositions.
- Castel Fadèze, propriété du XVIIIe siècle des Souc du Plancher de la Garélie, propriétaires du château de Beauvais à Lussas-et-Nontronneau puis transmis en 1815 à la veuve de Joseph Jean Souc chevalier de la Garélie, Marguerite Nordenskjöld baronne de Palme, qui le lègue en 1838 à l’un des parents Louis Philippe Joseph de Roffignac.
- Château de Plague, maison fortifiée des XVIe et XVIIe siècles[90], tourelles et enceinte au sein d'un parc arboré.
- Repaire de Beaufort, XVIe siècle rénové au XIXe siècle, propriété privée.
- La Maladrerie (ou Maison des Anglais) : malgré son nom synonyme de léproserie, cet ancien hôpital construit aux XIIe et XIVe siècles n'a jamais accueilli de lépreux. Il servit de halte et de refuge aux pèlerins et aux voyageurs[91],[92],[93]. Propriété privée, classée au titre des monuments historiques depuis 1907[94].

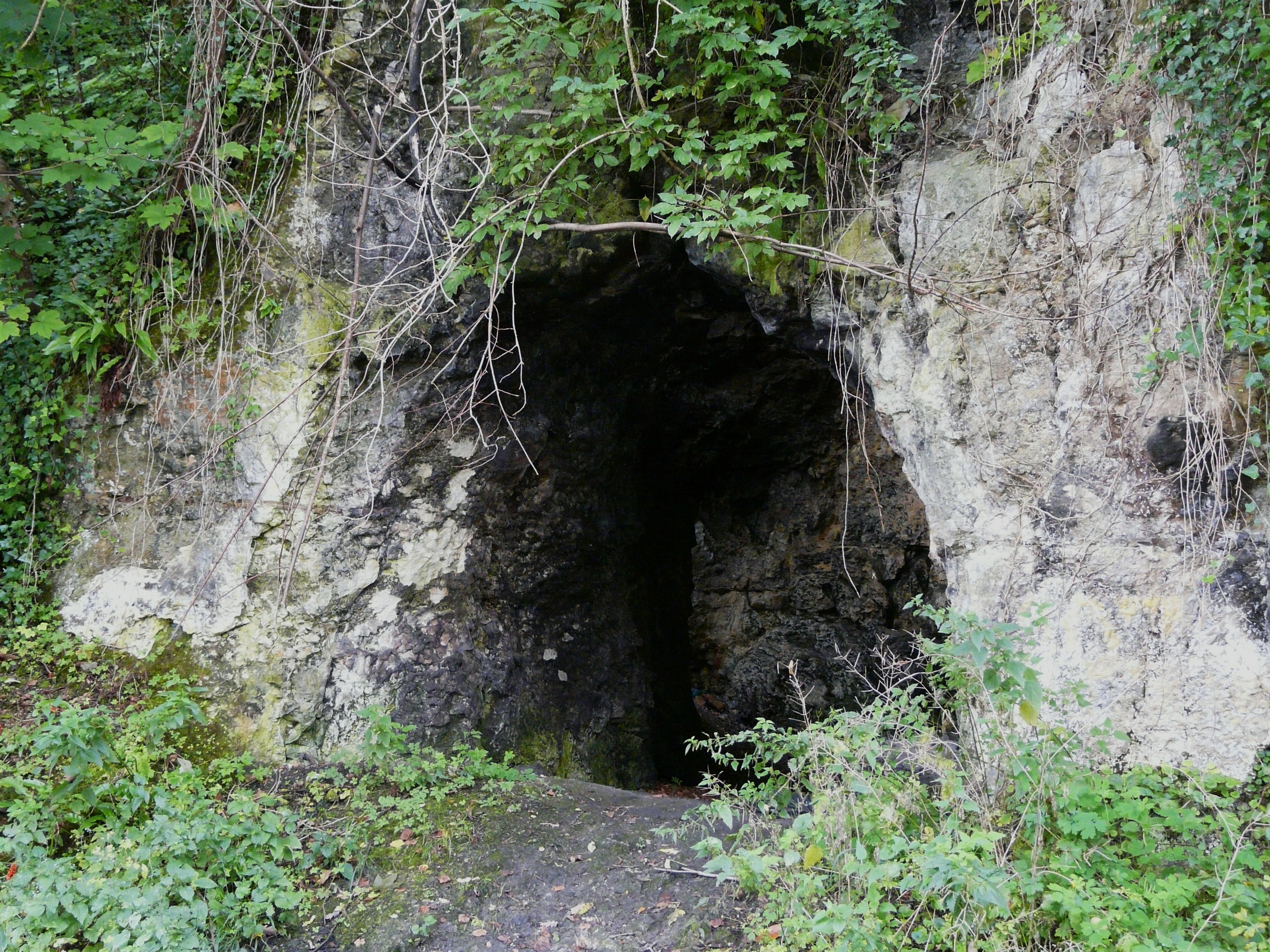
La grotte de Campniac.
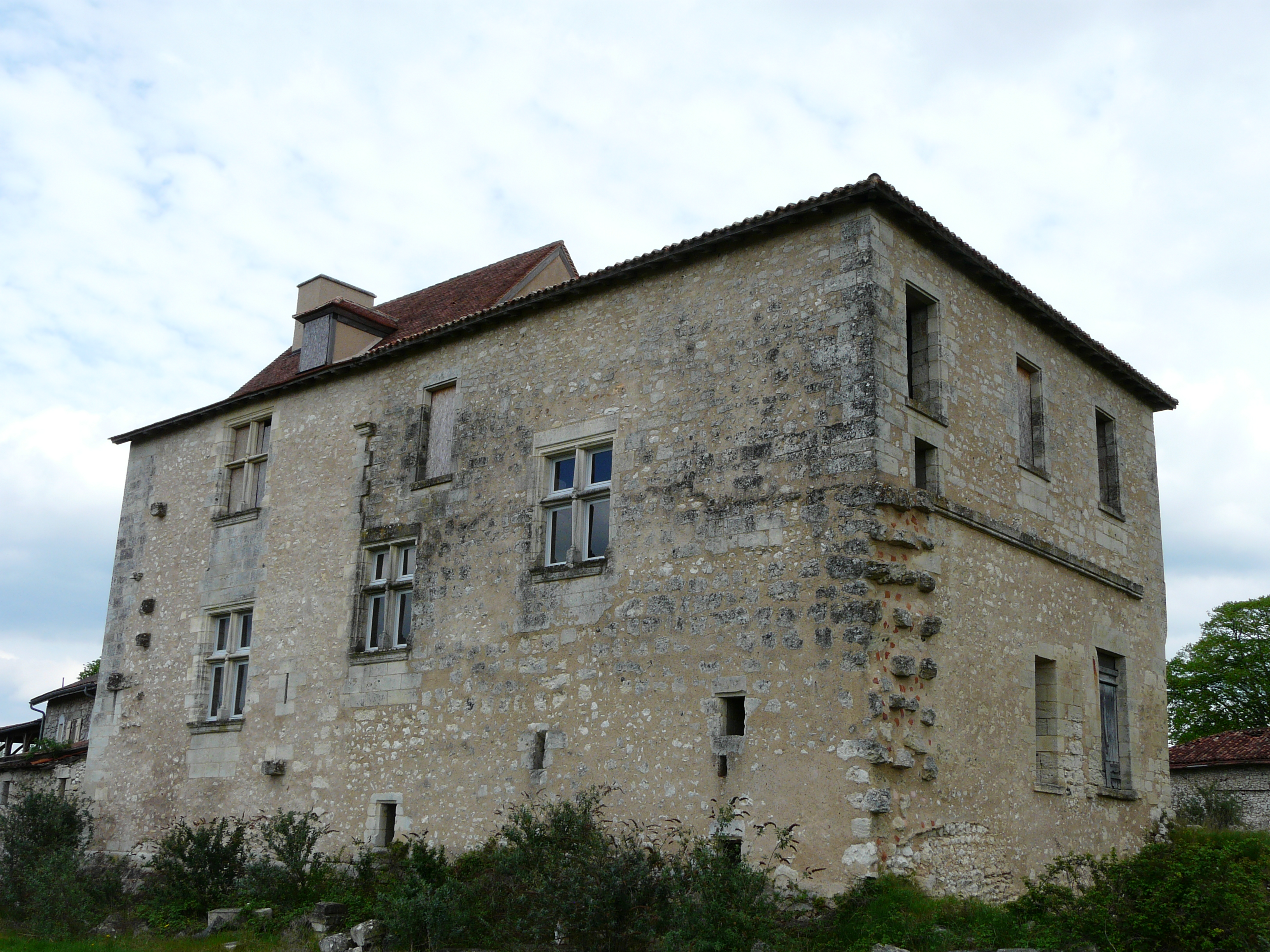
Le château de la Rolphie.
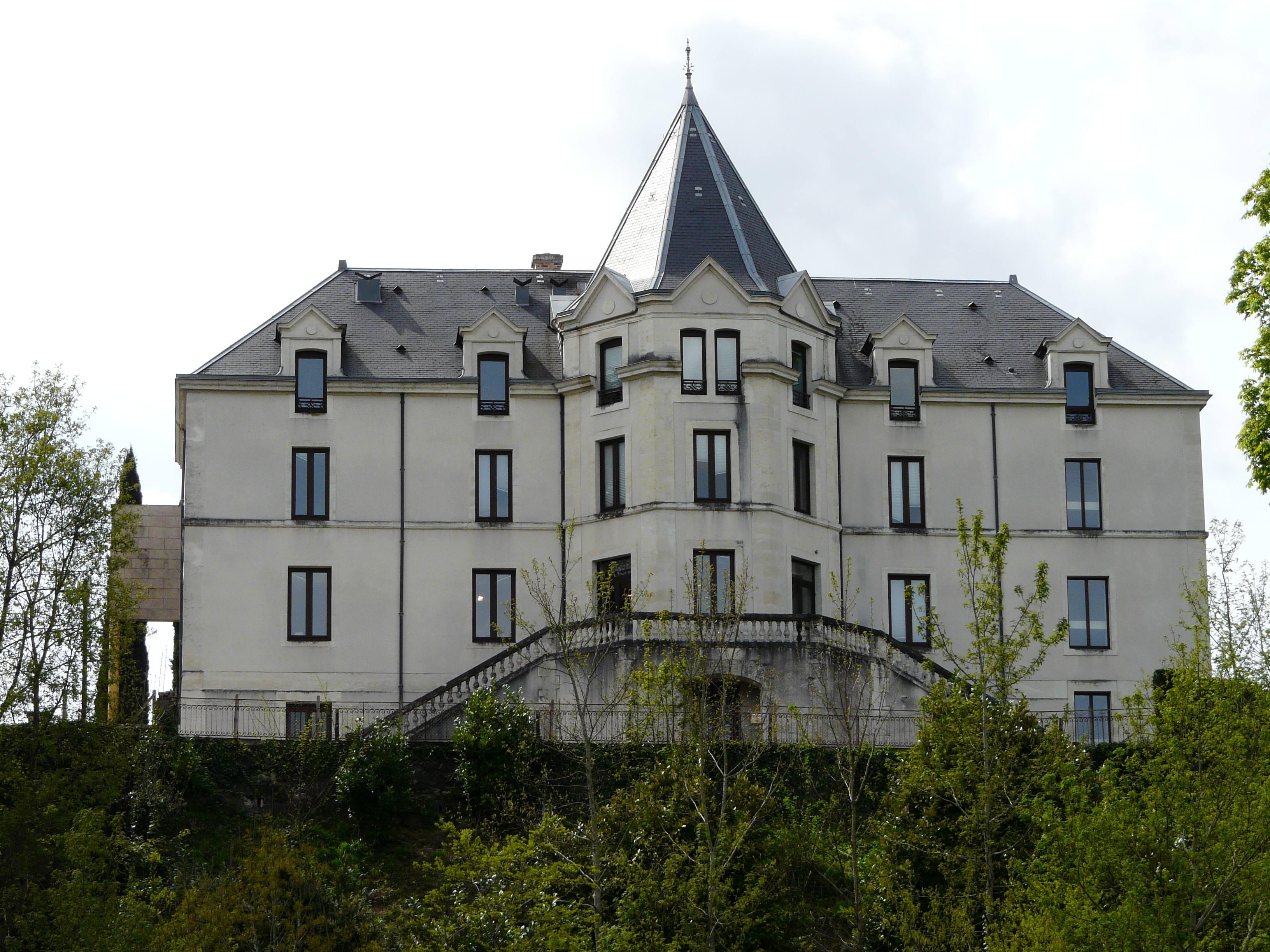
Le château des Izards.
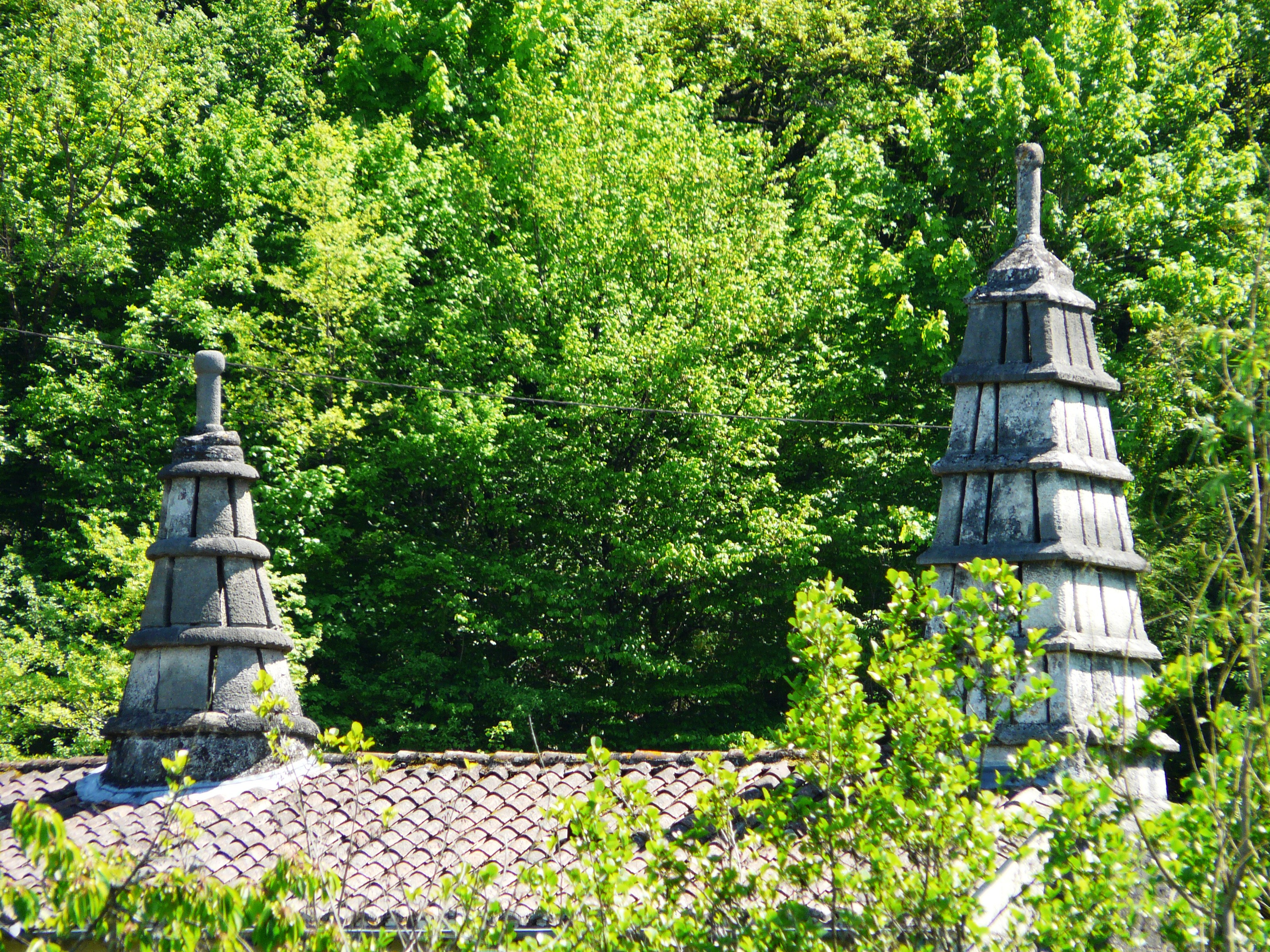
Les cheminées de la Maladrerie.
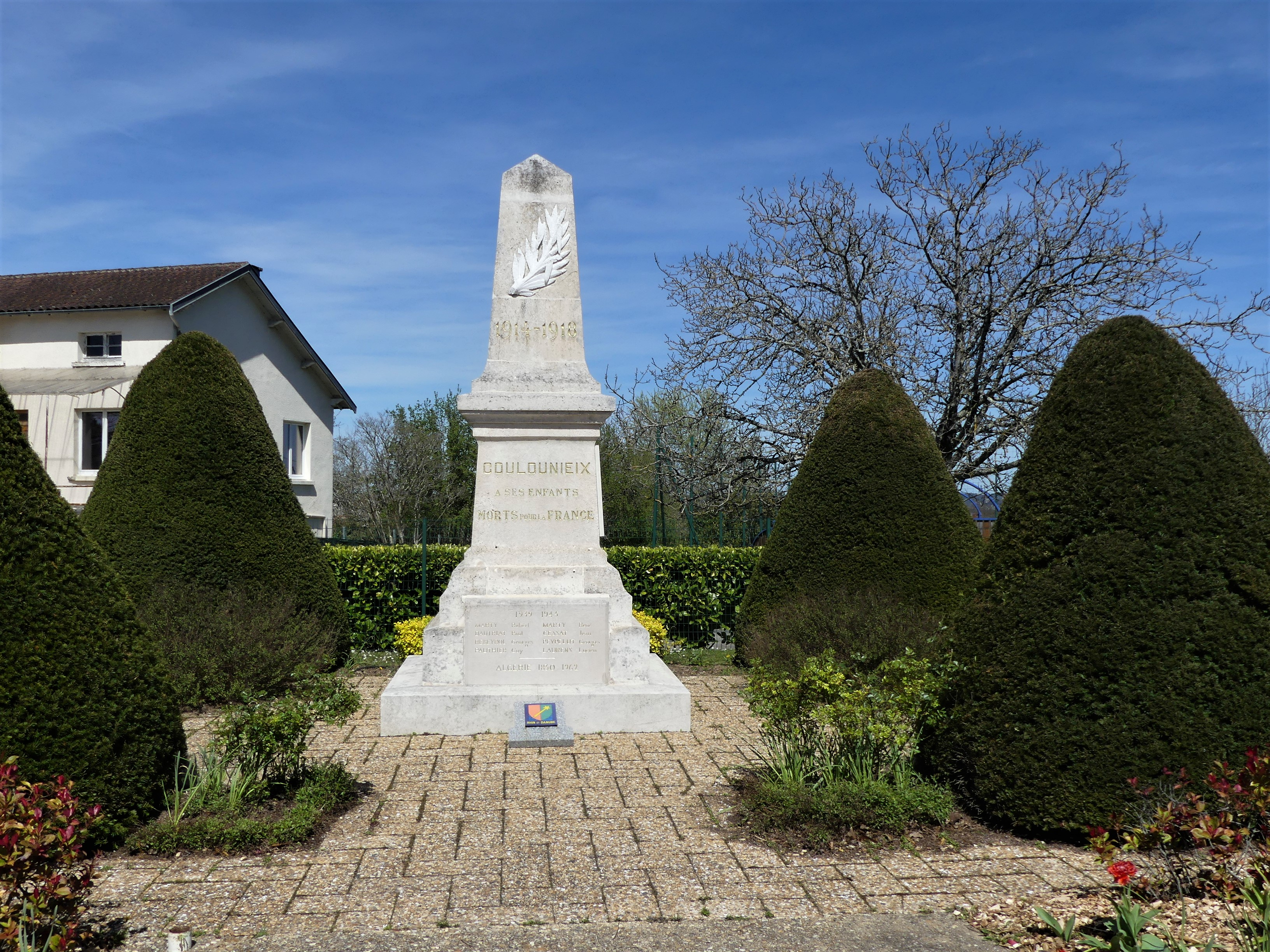
Le monument aux morts.

#### Patrimoine religieux
- Église Saint-Michel de Coulounieix, XIVe siècle, très retouchée.
- Église Notre-Dame de l'Immaculée-Conception de Chamiers, XXe siècle, de style moderne.

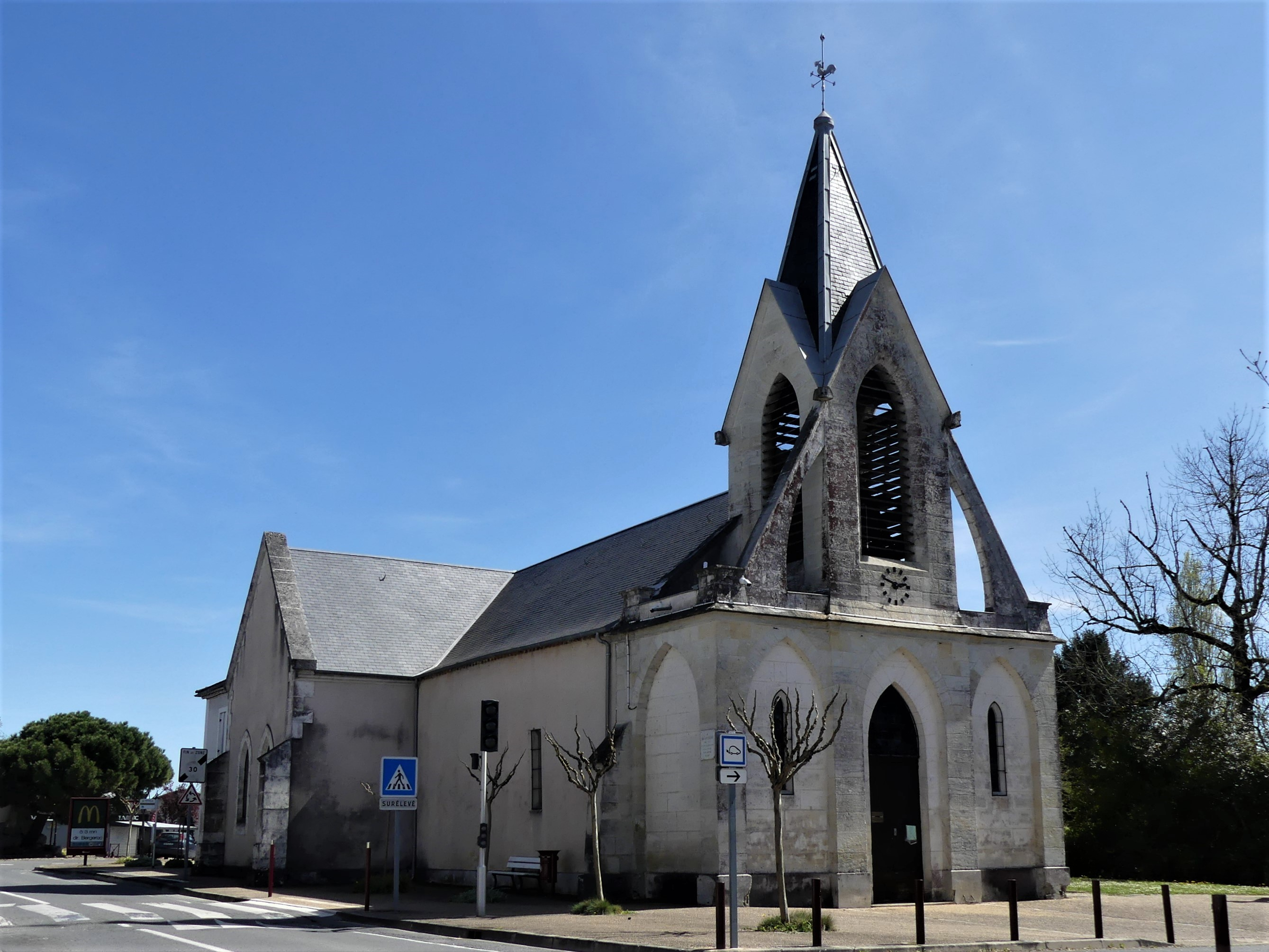
L'église Saint-Michel.
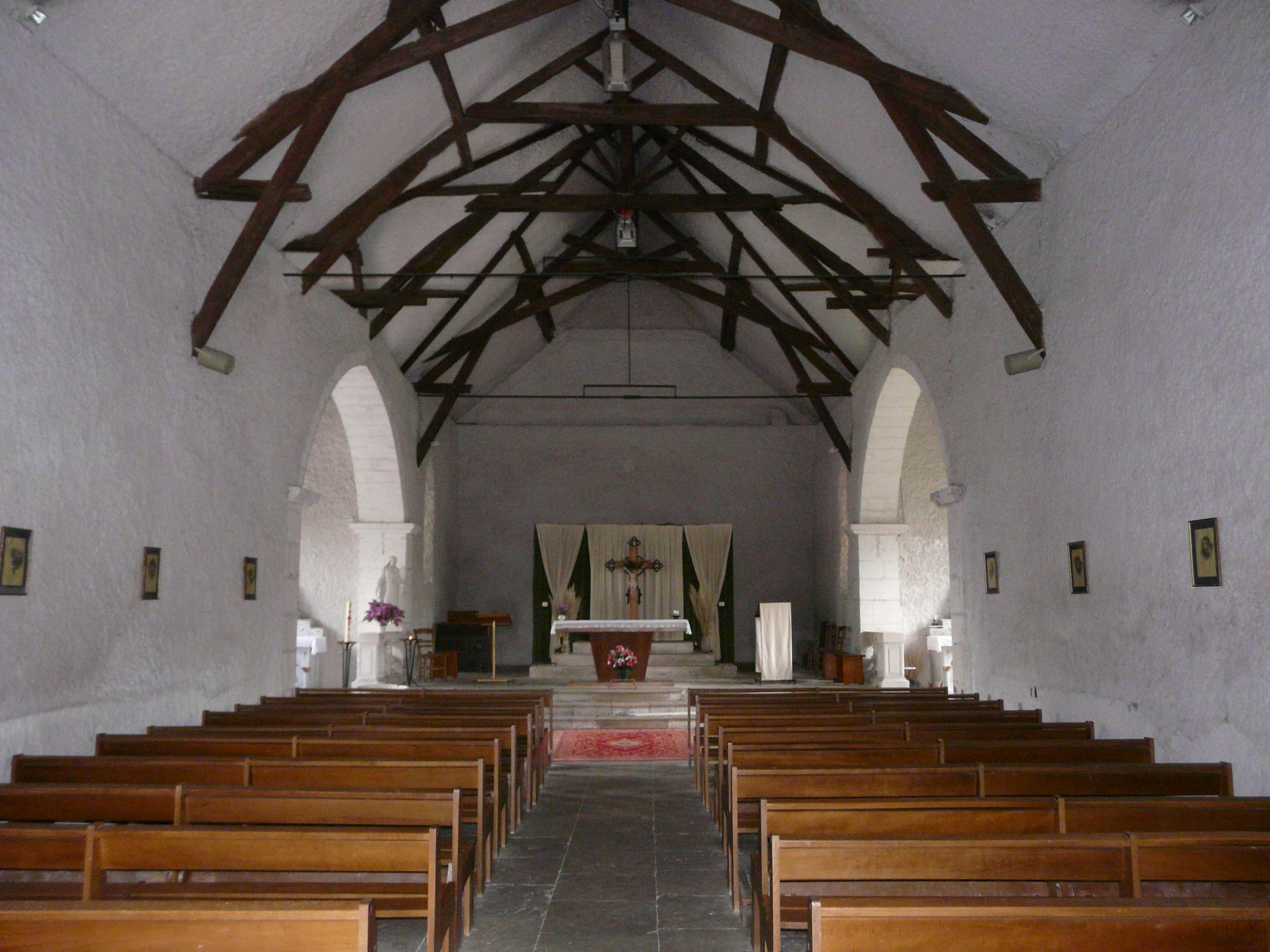
Sa nef.
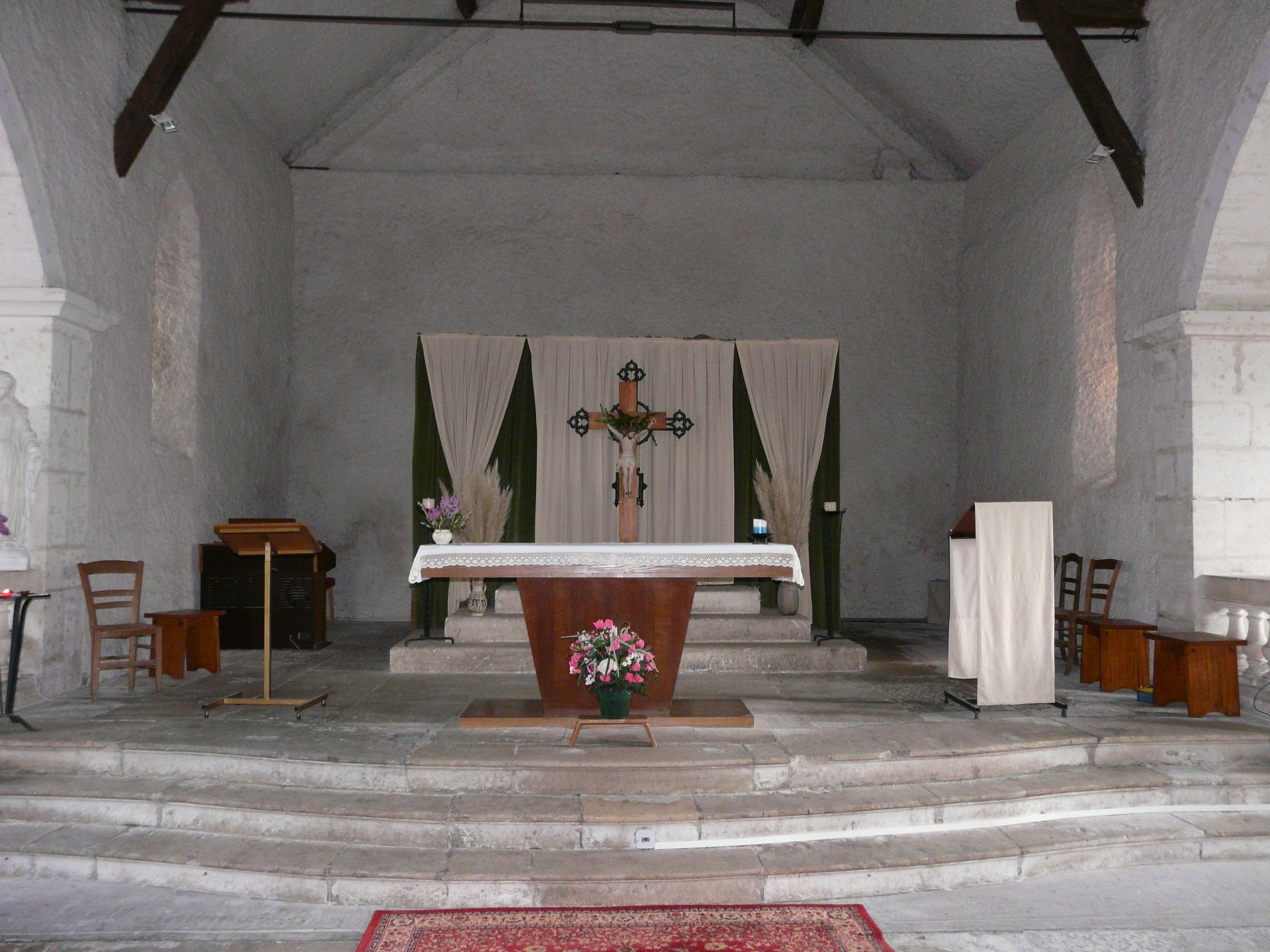
Son chœur.
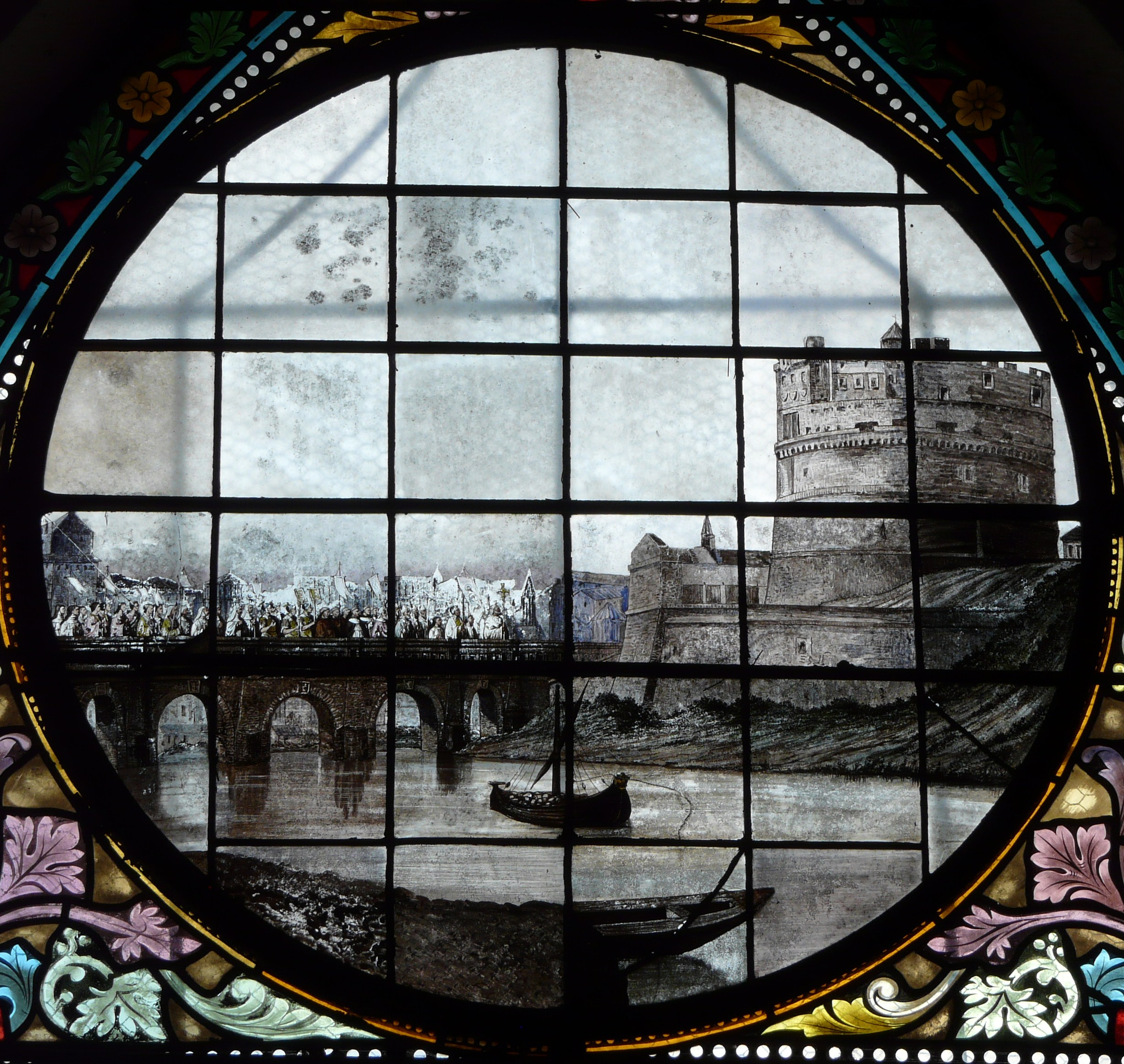
Détail d'un de ses vitraux.

### Personnalités liées à la commune
- José Correa (1950-), peintre et illustrateur.
- Michel Dasseux (1936-2014), homme politique français, fut maire de Coulounieix-Chamiers de 1989 à 2008.
- Jean-Baptiste Auguste Dupont (1798-1850), homme politique, mort en duel à Chamiers[95]
- Noël Palaud (1909-1985), militaire français, résistant, compagnon de la Libération, est né à Coulounieix.
- Albert Pestour, (1886-1965), poète occitan, est mort à Coulounieix-Chamiers[96].
- Jean Victor Pradier (1855-1930), amiral de la marine nationale, enterré au cimetière et dont une avenue porte le nom.
- Louis Philippe Joseph de Roffignac (1773-1846), maire de La Nouvelle-Orléans de 1820 à 1828, est mort à Coulounieix, dans sa demeure de Castel-Fadèze.

### Tournages
- 2009 : Plein sud, film de Sébastien Lifshitz[97].
- 2009 : 8 fois debout, film de Xabi Molia[98].
- 2010 : Le Roman de ma femme, film de Jamshed Usmonov[97].
- 2022 : Stella est amoureuse, film de Sylvie Verheyde, tournage en janvier 2021[99].

## Pour approfondir